# Баліг
Баліг (араб. بالغ, «дорослий»; також мукаллаф (араб. مكلف, «відповідальний») або мухаллак (араб. محلاق, «кучерик, розумово зрілий») або мурахік (араб. مراهق, «підліток») або мухталім (араб. محتلم , «статевозрілий») — у ісламській юридичній термінології означає людину, яка досягла зрілості або статевої зрілості та за ісламським правом несе повну відповідальність.

## Коран
У Корані йдеться про статеве дозрівання в 6:152; 12:22; 17:34; 18:82: 22:5; 28:14; 40:67: 46:15 і 3 рази в розділі 24 Ан-Нур (31, 58, 59), коли йдеться про необізнаність дитини, що не досягла статевої зрілості, у сексуальних питаннях, що дозволяє їй перебувати з дорослим, чий одяг не дозволяє бути присутнім більш зрілим особам. Один з них включає дітей, які не досягли статевої зрілості, до переліку тих, перед ким жінка може прийняти більш вільний стандарт одягу, ніж той, що зазвичай передбачений у 31 вірші Ан-Нур (24:31). Інший розрізняє дітей, що досягли статевої зрілості, і тих, що не досягли, причому останні мають доступ до батьків, які можуть перебувати в роздягненому стані.
«О віруючі, ваші раби і всі, хто ще не досяг статевої зрілості, повинні це робити. Просити вашого дозволу тричі - перед світанковою молитвою; коли ви роздягаєтеся в полуденну спеку; і після вечірньої молитви. Це три рази, коли ти роздягаєшся. В інший час ні ви, ні вони не повинні бути звинувачені, якщо ви вільно взаємодієте один з одним. Таким чином Бог прояснює для вас одкровення - Бог знає і є мудрим. Коли ваші діти досягнуть статевої зрілості, вони повинні просити вашого дозволу, як це робили їхні попередники. Таким чином Бог прояснює для вас Своє одкровення - Бог знає і мудрий».— Коран, Ан-Нур, 24:58-59

## Хадис
Згідно з хадисом, до досягнення віку статевого дозрівання помилки та злочини людини не вважаються безповоротними. За іншим хадисом, на початку статевого дозрівання ангели-записувачі починають фіксувати гріхи, зокрема пропуск регулярних молитов. Пророк ісламу Магомет наказав мусульманам наказувати семирічним дітям молитися, (обережно) постукувати їх, якщо вони відмовляються молитися у віці десяти років, і тоді розділити їхнє ліжко. В іншому хадісі Абу Дауда Магомет також сказав, що купання є обов'язковим у вихідний день молитви Джума (п'ятниця) для кожного чоловіка, який досяг статевої зрілості.

## Правознавство
В ісламі життя людини поділяється на дві частини: перша — до підліткового віку або дитинства, коли людина вважається невинною, і друга — після підліткового віку (булугіят) або повноліття, коли до людини повністю застосовується ісламський закон і відбувається суд над потойбічним життям. Якщо людина помирає, не досягнувши повноліття, то вважається, що вона перебуває на небесах.
Згідно з ісламськими правознавцями, ірад, або нийа, або касд, або вільна воля, акаль, або здатність судити про добро і зло, і мужність людини формуються до віку статевої зрілості (таміз) і в період між віком статевої зрілості, а після віку статевої зрілості (такліф) її інтелект (акль), тобто мудрість і розсудливість, досягає досконалості. Тому з дитинства, тобто до семи років, дитину навчають кітабу (знанням), адабу, ібаду і тахарату, бо в цей час дитина легко придатна для отримання освіти.

## Тривалість життя
Відповідно до Абу Ханіфи та аш-Шафії, мінімальний вік статевого дозрівання у хлопців — приблизно 12 місячних років, і за відсутності симптомів можна вважати приблизно від 15 місячних років до максимум 18 місячних років або може змінюватися залежно від географічного регіону; у хлопчиків ознаками статевого дозрівання є ріст лобкового волосся та виділення сперми (вологі сни). Мінімальний вік статевого дозрівання для дівчаток становить приблизно 9 місячних років, а за відсутності симптомів його можна вважати приблизно від 15 місячних років до максимальних 17 або 18 місячних років, або може відрізнятися в залежності від географічного регіону. ХОзнаками статевого дозрівання у дівчат є лобкове волосся, менструації, нічні еротичні сновидіння і здатність до зачаття. Однак, за словами Нававі, вік у 15 місячних років є самоочевидним для хлопчиків і дівчаток, щоб стати повноцінними дорослими.

## У шлюбі
У ісламській юридичній термінології баліг стосується особи, яка досягла зрілості, статевої зрілості або повноліття і за ісламським правом несе повну відповідальність. Теоретики права виділяють різний вік і критерії досягнення цього стану як для чоловіків, так і для жінок. Для жінок баліг або балагат з точки зору статевої зрілості проявляється менструаціями. Однак лише після досягнення окремої умови, яка називається рушд, або інтелектуальної зрілості для поводження з власною власністю, дівчина може вступити в шлюб.